# Vriesea languida
Vriesea languida é uma espécie de planta do gênero Vriesea e da família Bromeliaceae. 

## Taxonomia
A espécie foi descrita em 1943 por Lyman Bradford Smith. 

## Forma de vida
É uma espécie epífita e herbácea. 

## Descrição
| Caule                                 | Caule                |
| ------------------------------------- | -------------------- |
| propagação vegetativa                 | por broto lateral    |
| Folha                                 |                      |
| roseta                                | infundibuliforme     |
| forma da lâmina                       | linear triangular    |
| largura da lâmina                     | 1                    |
| Inflorescência                        |                      |
| tipo de ramificação                   | simples/racemo duplo |
| posição                               | pendente             |
| posição das flores na raque           | dística              |
| posição das flores na antese          | subereta             |
| posição das flor                      | não secunda          |
| ápice das brácteas florais            | reto                 |
| carena das brácteas florais           | próxima do ápice     |
| cor das brácteas florais              | vermelha             |
| Flor                                  |                      |
| forma da pétala                       | linear               |
| forma do apêndice da pétala           | obtuso               |
| cor da pétala                         | amarela              |
| posição dos estames fauce da corola   | exserto              |
| posição do pistilo e estame na antese | desconhecida         |

## Conservação
A espécie faz parte da Lista Vermelha das espécies ameaçadas do estado do Espírito Santo, no sudeste do Brasil. A lista foi publicada em 13 de junho de 2005 por intermédio do decreto estadual nº 1.499-R. 

## Distribuição
A espécie é encontrada no estado brasileiro de Espírito Santo. 
Em termos ecológicos, é encontrada no domínio fitogeográfico de Mata Atlântica, em regiões com vegetação de floresta ombrófila pluvial.